# Paul Neville
Paul Christopher Neville (ur. 20 marca 1940 w Warwick, zm. 1 stycznia 2019 w Bundaberg) – australisjki polityk, członek Izby Reprezentantów z okręgu wyborczego Hinker w latach 1993-2013.

## Życiorys
Urodził się 20 marca 1940 w Warwick. Przez szereg lat pracował w różnych instytucjach związanych z kulturą i turystyką, był np. kierownikiem teatru. Od 13 marca 1993 do 5 sierpnia 2003 pełnił mandat posła do Izby Reprezentantów z okręgu wyborczego Hinker. Do 2008 reprezentował Narodową Partię Australii, a po połączeniu jej stanowych struktur z Liberalną Partią Australii przystąpił do Liberalno-Narodowej Partii Queensland.
Zmarł 1 stycznia 2019 w miejskim szpitalu w Bundaberg.